# 経 (仏教)

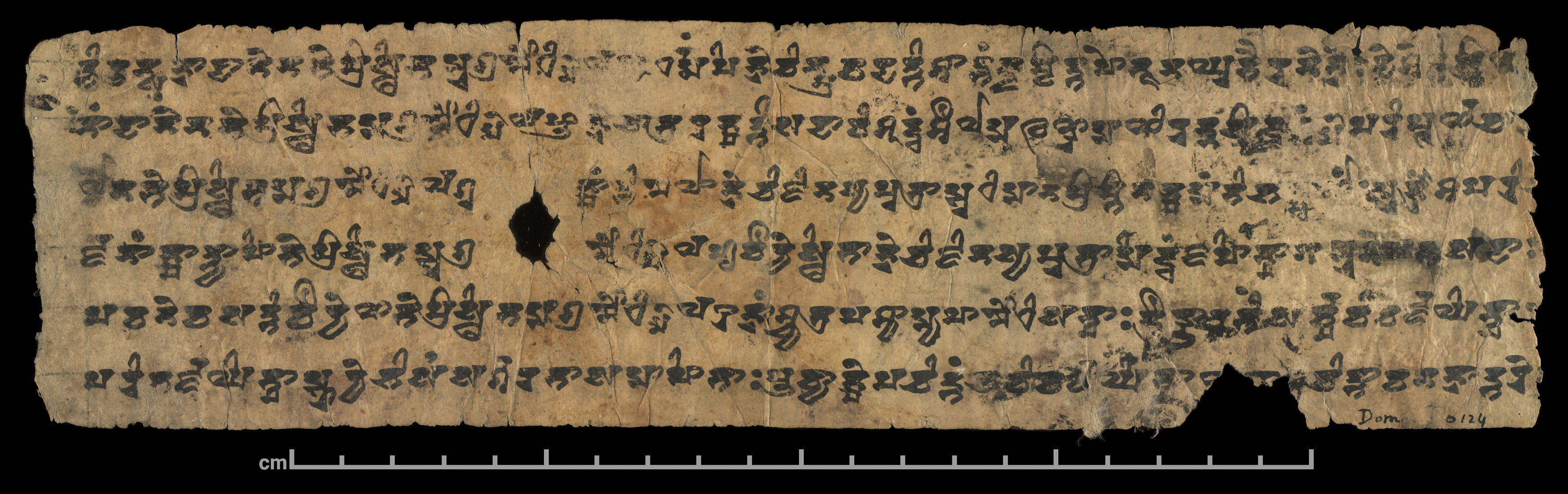
ブラーフミー文字で記された、法華経のサンスクリット語写本

経（きょう、梵: sūtra、巴: sutta）とは、仏典のひとつであり、釈迦が説いた教え（法）を記録した聖典のこと。三蔵を構成する、律（ヴィヤナ）、経（スートラ）、論（アビダルマ）の一つをなす。

## 定義
仏教においては、厳密には、元来「経」（梵: sūtra, スートラ、巴: sutta, スッタ）とは、「三蔵」（巴: Tipitaka, ティピタカ、梵: Tripiṭaka, トリピタカ）として構成される「仏典」の3分類の内の1つ、「経蔵」、「我は（釈迦から）こう聞いた」（如是我聞）で始まる「釈迦の口説」文献群の範疇を指す言葉だった。「三蔵」は以下の構成をもつ。{
- 律蔵（巴・梵: Vinaya pitaka（ヴィナヤ・ピタカ）） ---  僧伽（僧団）規則・道徳・生活様相などをまとめたもの
- 経蔵（巴: Sutta pitaka（スッタ・ピタカ）、梵: Sūtra pitaka（スートラ・ピタカ）） ---  釈迦の説いたとされる教えをまとめたもの
- 論蔵（巴: Abhidhamma pitaka（アビダンマ・ピタカ）、梵: Abhidharm pitaka（アビダルマ・ピタカ）） --- 上記の注釈、解釈などを集めたもの

### 北伝仏教・漢字文化圏における「経」「経典」
後に大乗仏教経典群が数多く作製されて追加されていき、「三蔵」構造が崩れてしまったことや、漢字で「経」と訳され、「スートラ」「三蔵」との対応関係が意識されづらくなってしまったことから、北伝仏教・漢字文化圏においては、「仏典」全体を漠然と「経」「経典」と表現するようにもなっていった。
そのため北伝仏教・漢字文化圏では、「三蔵」に代わる「仏典」全般の総称として、「大蔵経」（だいぞうきょう）・「一切経」（いっさいきょう）という呼称・概念が、新たに形成・普及された。
このように、北伝仏教・漢字文化圏における「経」「経典」という語には、
- 狭義の「経」「経典」 - 「スートラ」。三蔵の一。釈迦の直接の教説。
- 広義の「経」「経典」 - 「仏典」全般。「大蔵経」「一切経」。

という2つの意味が混在しており、文脈によってどちらの意味で用いられているか注意する必要がある。

## 語源
sūtraの原義は「糸」のことで、元々はバラモン教において『ヴェーダ』のためにまとめられた散文綱要書を指して呼んでいたが、後にバラモン教・ヒンドゥー教の様々な文献や仏教の文献にも、この呼称が採用されていった。
Normanによれば仏教用語の sutta, sutraはサンスクリット語の sūkta (su + ukta)に由来しており、「よく話されている」ことを意味し、これは「仏陀によって説かれたものはすべてよく説かれた」との信念からであるという。

## 現存するもの
- 部派仏教
  - 上座部大寺派  - 経蔵 (パーリ) （長部, 中部, 相応部, 増支部）
  - 法蔵部 -  長阿含経, 中阿含経, 雑阿含経